# Franz Josef Furtwängler
Franz Josef Furtwängler (* 12. Juni 1894 in Vöhrenbach; † 23. Juli 1965 ebenda) war ein deutscher Gewerkschafter und Politiker (SPD).

## Leben
Franz Josef Furtwängler war ein Sohn des Arbeiters Primus Furtwängler und der Emilie Scherzinger, er hatte einen Bruder. Er absolvierte nach dem Besuch der Volksschule eine Schlosserlehre. Bereits während seiner Lehrzeit trat er 1908 der Gewerkschaft Deutscher Metallarbeiter-Verband (DMV) bei. Im Anschluss an seine Lehre bildete sich Furtwängler als Autodidakt und als Schüler im Pariser Lycée Charlemagne fort. Vor dem Ersten Weltkrieg bereiste er Westeuropa und – als Schiffsmaschinist – die Küsten Afrikas. Er wurde eingezogen und geriet 1917 in britische Kriegsgefangenschaft. Nach dem Ende des Krieges nahm Furtwängler ein Studium an der Frankfurter Akademie der Arbeit auf.
1919 trat Furtwängler der SPD bei. Seit 1923 war er als Auslandssekretär beim Allgemeinen Deutschen Gewerkschaftsbund (ADGB) in Berlin tätig. Im Rahmen dieser Tätigkeit wurde er zu einem engen Mitarbeiter des Vorsitzenden Theodor Leipart.
Anfang 1933 trat Furtwängler gemeinsam mit einer Gruppe jüngerer ADGB-Funktionäre, zu denen auch Lothar Erdmann gehörte, für eine Annäherung der Gewerkschaftsbewegung an die NSDAP ein. Er verfasste im April 1933 den Artikel „Reichseinheit nach 300 Jahren!“, in dem er die Machtübernahme Hitlers lobte.
Die NSDAP ging auf derartige Angebote jedoch nicht ein, die Gewerkschaftsbewegung wurde am 2. Mai 1933 zerschlagen, Furtwängler von Mai bis Oktober 1933 in Haft genommen. Er emigrierte mit Familie 1934 nach Ungarn und arbeitete dort als Erdölingenieur. 1938 lief seine Arbeitserlaubnis aus und er musste nach Deutschland zurückkehren. Während des Zweiten Weltkriegs hatte Furtwängler Kontakte zum Kreisauer Kreis. Aus dieser Beziehung zur Widerstandsgruppe entstand seine Tätigkeit im Auswärtigen Amt als Orientalist. Hierüber schreibt die Unabhängige Historikerkommission – Auswärtiges Amt in ihrem Bericht:

„Zum Freundes- und Mitwisserkreis um Haeften und Trott zählte neben Albrecht von Kessel (1902–1976) der ein wenig ältere Franz Josef Furtwängler; der einstige Auslandssekretär im Vorstand des Allgemeinen Deutschen Gewerkschaftsbundes arbeitete seit 1941 in der Informationsabteilung. Er hatte Trott bei Julius Leber eingeführt, dem ehemaligen SPD-Reichstagsabgeordneten, der zu den Schlüsselfiguren des 20. Juli gehörte.“

Nach dem Ende des Zweiten Weltkrieges war Furtwängler seit 1945 als politischer Mitarbeiter bei Zeitungs- und Rundfunkmedien beschäftigt. Von 1946 bis 1949 war er Leiter der wiedereröffneten Akademie der Arbeit in Frankfurt am Main und von 1955 bis 1963 Dozent an der Staatlichen Ingenieurschule in Darmstadt. Außerdem wurde Furtwängler als nicht-richterliches Mitglied in den Staatsgerichtshof des Landes Hessen gewählt. Er war Vertreter der Gewerkschaften im Deutschen Rat der Europäischen Bewegung.

## Abgeordneter
Franz Josef Furtwängler war von 1950 bis 1954 Mitglied des hessischen Landtags für die SPD. Der Landtag wählte ihn zum Mitglied der zweiten Bundesversammlung, die 1954 Theodor Heuss als Bundespräsident wiederwählte.

## Veröffentlichungen

Das Brahmanenland im Frühlicht

- Arbeit und Volksklassen im Wandel der Geschichte. Verlagsgesellschaft des ADGB, Berlin 1925.
- Das werktätige Indien. Sein Werden und sein Kampf. Auf Grund der Indienreise der deutschen Textilarbeiter-Delegation. Gemeinsam mit Karl Schrader. Verlagsgesellschaft des ADGB, Berlin 1928.
- Indien – Das Brahmanenland im Frühlicht. Büchergilde Gutenberg, Berlin, 1931.
- Bedeutung und zukünftige Aufgaben der Arbeiterbewegung. Schulte-Bulmke, Frankfurt am Main 1947.
- Männer, die ich sah und kannte. Auer, Hamburg 1951.
- ÖTV. Die Geschichte einer Gewerkschaft. Union, Stuttgart 1955.
- Die Gewerkschaften. Ihre Geschichte und internationale Auswirkung. Rowohlt, Hamburg 1956.
- Vöhrenbach, eine Schwarzwaldgemeinde im Industriezeitalter. Stadt Vöhrenbach, Vöhrenbach 1961.